# Yuppie!
Yuppie! von Leo Moll, Jan Egner, Stefan Erben, Erik Schmidt und Martin Koser war im deutschen Sprachraum bis Anfang der 1990er Jahre das führende Programm zum Lesen und Schreiben von Nachrichten im FidoNet.
Yuppie! war für die damalige Zeit außerordentlich benutzerfreundlich und menügeführt. Durch die zusätzliche Anwendung von Shortcuts konnten mit minimalem Zeitaufwand alle Aufgaben ausgeführt werden. Es lief unter dem DOS-Betriebssystem, war in Clipper programmiert und speicherte die Nachrichten in DBASE-Tabellen. Der Name des Programms ist ein Akronym, gebildet aus der Bezeichnung The YEA-Soft Ultimate Point Package International Edition!.
Die „derzeit“ aktuelle Version ist die 2.12, welche jedoch bereits seit langer Zeit nicht mehr weiterentwickelt wird. Mitte der 1990er Jahre wurde Yuppie! zunehmend von CrossPoint verdrängt.